# جهاد البناء
جهاد البناء هو مؤسسة عقارية يديرها حزب الله في لبنان. الغرض من المنظمة هو المساعدة في التخفيف من عواقب الحرب الأهلية اللبنانية ومقاومة حزب الله ضد إسرائيل.
تشتهر المنظمة بمشاريع تشييد البنية التحتية والمشاريع التعليمية والمساعدة في إيواء اللاجئين من مختلف الصراعات التي عصف بها لبنان في الماضي القريب. بنت المؤسسة 1200 منزل بحلول عام 1993 و16000 بحلول عام 2006. يقع مقر جهاد البناء في الضاحية الجنوبية لبيروت.
اعتبرتها الولايات المتحدة مجموعة إرهابية عالمية وتم التي تسمح من خلالها الولايات المتحدة بحظر أصول الأفراد والكيانات الأجنبية التي ترتكب أو تشكل خطرا كبيرا بارتكاب أعمال إرهابية.